# Hitachi Football Club 1972
Questa voce raccoglie le informazioni riguardanti l'Hitachi Football Club nelle competizioni ufficiali della stagione 1972.

## Stagione
Nella prima stagione in cui la Japan Soccer League fu disputata in due gironi, l'Hitachi approfittò di una partenza falsa delle grandi di quel periodo per prendere il comando della classifica: dopo aver totalizzato 10 punti nel girone di andata, l'Hitachi migliorò il proprio rendimento dopo il giro di boa, resistendo al ritorno dello Yanmar Diesel e del Mitsubishi Heavy Industries. Al termine della competizione l'Hitachi disputò la prima edizione della Coppa dell'Imperatore con formula open: dopo essere giunta in finale senza subire reti, la squadra sconfisse di misura lo Yanmar Diesel.

## Maglie e sponsor
Alla consueta divisa della squadra, di colore giallo e con il logo della Hitachi di colore nero sul petto, se ne aggiunge una bianca a causa di una normativa che prescrive l'uso di divise bianche per le squadre che giocano il match in casa.
| Manica sinistra · Maglietta · Manica destra · Pantaloncini · Calzettoni | Manica sinistra · Maglietta · Manica destra · Pantaloncini · Calzettoni |  |

## Rosa
| N. |                     | Ruolo | Calciatore          |
| -- | ------------------- | ----- | ------------------- |
| 1  | Giappone (bandiera) | P     | Tatsuhiko Seta      |
| 3  | Giappone (bandiera) | D     | Yoshitada Yamaguchi |
| 4  | Giappone (bandiera) | D     | Yoshikazu Nagaoka   |
| 5  | Giappone (bandiera) | D     | Yutaka Uchida       |
| 6  | Giappone (bandiera) | A     | Mutsuhiko Nomura    |
| 7  | Giappone (bandiera) | C     | Kazuhiro Yao        |
| 8  | Giappone (bandiera) | C     | Minoru Kobata       |
| 10 | Giappone (bandiera) | A     | Hiroki Ishii        |
| 11 | Giappone (bandiera) | C     | Shūsaku Hirasawa    |
| 12 | Giappone (bandiera) | D     | Nobuo Kawakami      |
| 13 | Giappone (bandiera) | A     | Akira Matsunaga     |
| 15 | Giappone (bandiera) | C     | Masamitsu Abe       |
| 16 | Giappone (bandiera) | D     | Nobuhiko Kumagai    |
| 17 | Giappone (bandiera) | D     | Kazuhisa Kōno       |
| 18 | Giappone (bandiera) | C     | Atsuhiro Yoshida    |

| N. |                     | Ruolo | Calciatore        |
| -- | ------------------- | ----- | ----------------- |
| 19 | Giappone (bandiera) | A     | Youji Nimura      |
| 21 | Giappone (bandiera) | C     | Shigeo Asai       |
| 22 | Giappone (bandiera) | C     | Hiroyuki Suzuki   |
| 23 | Giappone (bandiera) | P     | Yasufumi Hirose   |
| 24 | Giappone (bandiera) | C     | Shigeru Takanishi |
| 25 | Giappone (bandiera) | A     | Hiroshi Nakayama  |
| 26 | Giappone (bandiera) | A     | Yūsuke Ōmi        |
| 27 | Giappone (bandiera) | A     | Mitsuki Ozato     |
| 28 | Giappone (bandiera) | C     | Hiroshi Yonezawa  |
| 29 | Giappone (bandiera) |       | Kenji Fujisawa    |
| 30 | Giappone (bandiera) | D     | Takao Matsuo      |
| 31 | Giappone (bandiera) | A     | Hiroyuki Kaji     |
| 32 | Giappone (bandiera) | A     | Toshio Kikuchi    |
| 33 | Giappone (bandiera) | D     | Toshio Sudo       |

## Statistiche

### Statistiche di squadra
| Competizione          | Punti | Totale | Totale | Totale | Totale | Totale | Totale | DR  |
| Competizione          | Punti | G      | V      | N      | P      | Gf     | Gs     | DR  |
| --------------------- | ----- | ------ | ------ | ------ | ------ | ------ | ------ | --- |
| Japan Soccer League   | 21    | 14     | 9      | 3      | 2      | 36     | 16     | +20 |
| Coppa dell'Imperatore | -     | 4      | 3      | 0      | 1      | 10     | 1      | +9  |
| Totale                | -     | 18     | 12     | 3      | 3      | 46     | 17     | +29 |